# Efraín Álvarez
Efraín Álvarez (Los Angeles, 19 de junho de 2002) é um futebolista norte-americano que atua como meia-atacante. Atualmente, joga no Tijuana.[carece de fontes?]

## Carreira
Em 2 de agosto de 2017, Álvarez assinou com o LA Galaxy II da USL Championship, tornando-se o jogador mais jovem a assinar um contrato na USL aos 15 anos, um mês e 14 dias. Eestriou como profissional em 9 de setembro de 2017, na vitória por 3–2 contra o Portland Timbers 2. Ele entrou aos 46 minutos como substituto de Adrian Vera e fez uma assistência ao gol de Jack McBean, tornando-se o jogador mais jovem a jogar uma partida na USL Championship, aos 15 anos, 3 meses e 19 dias.
Estriou com a equipe principal em 2 de março de 2019, na vitória por 2–1 sobre o Chicago Fire, entrou aos 60 minutos e fez uma assistência ao gol de Daniel Steres, tornando-se o jogador mais jovem do LA Galaxy a estrear na MLS, aos 16 anos, 8 meses e 12 dias.

## Estatísticas
Atualizado até 4 de março de 2019

### Clubes
| Equipe                | Temporada         | Campeonato nacional | Campeonato nacional | Campeonato nacional | Copa nacional | Copa nacional | Copa nacional | Competições continentais | Competições continentais | Competições continentais | Total | Total | Total   |
| Equipe                | Temporada         | Jogos               | Gols                | Assist.             | Jogos         | Gols          | Assist.       | Jogos                    | Gols                     | Assist.                  | Jogos | Gols  | Assist. |
| --------------------- | ----------------- | ------------------- | ------------------- | ------------------- | ------------- | ------------- | ------------- | ------------------------ | ------------------------ | ------------------------ | ----- | ----- | ------- |
| Los Angeles Galaxy II | 2017              | 1                   | 0                   | 1                   | –             | –             | –             | –                        | –                        | –                        | 1     | 0     | 1       |
| Los Angeles Galaxy II | 2018              | 17                  | 12                  | 3                   | –             | –             | –             | –                        | –                        | –                        | 17    | 12    | 3       |
| Los Angeles Galaxy II | 2019              | 2                   | 1                   | 0                   | –             | –             | –             | –                        | –                        | –                        | 2     | 1     | 0       |
| Los Angeles Galaxy II | Total             | 20                  | 13                  | 4                   | –             | –             | –             | –                        | –                        | –                        | 20    | 13    | 4       |
| Los Angeles Galaxy    | 2019              | 14                  | 0                   | 3                   | 2             | 2             | 0             | 2                        | 0                        | 0                        | 18    | 2     | 3       |
| Los Angeles Galaxy    | Total             | 14                  | 0                   | 3                   | 2             | 2             | 0             | 2                        | 0                        | 0                        | 18    | 2     | 3       |
| Total na carreira     | Total na carreira | 34                  | 13                  | 7                   | 2             | 2             | 0             | 2                        | 0                        | 0                        | 38    | 15    | 7       |

### Seleção Mexicana
Expanda a caixa de informações para conferir todos os jogos deste jogador, pela sua seleção nacional.
Sub-17
|     | Data                   | Local                                       | Resultado | Adversário        | Gol(s) | Assist. | Competição                         |
| --- | ---------------------- | ------------------------------------------- | --------- | ----------------- | ------ | ------- | ---------------------------------- |
| 1.  | 4 de outubro de 2018   | Centro de Alto Rendimento, Cidade do México | 3–1       | Chile             | 1      | 0       | Torneio Quatro Nações              |
| 2.  | 5 de outubro de 2018   | Centro de Alto Rendimento, Cidade do México | 2–0       | Estados Unidos    | 0      | 1       | Torneio Quatro Nações              |
| 3.  | 7 de outubro de 2018   | Centro de Alto Rendimento, Cidade do México | 2–0       | Argentina         | 0      | 0       | Torneio Quatro Nações              |
| 4.  | 1 de maio de 2019      | IMG Academy Stadium, Bradenton              | 1–0       | Jamaica           | 0      | 0       | Campeonato da CONCACAF Sub-17 2019 |
| 5.  | 3 de maio de 2019      | IMG Academy Stadium, Bradenton              | 5–0       | Bermudas          | 1      | 0       | Campeonato da CONCACAF Sub-17 2019 |
| 6.  | 5 de maio de 2019      | IMG Academy Stadium, Bradenton              | 5–0       | Trinidad e Tobago | 1      | 1       | Campeonato da CONCACAF Sub-17 2019 |
| 7.  | 8 de maio de 2019      | IMG Academy Stadium, Bradenton              | 2–1       | Porto Rico        | 0      | 0       | Campeonato da CONCACAF Sub-17 2019 |
| 8.  | 14 de maio de 2019     | IMG Academy Stadium, Bradenton              | 1–0       | Haiti             | 1      | 0       | Campeonato da CONCACAF Sub-17 2019 |
| 9.  | 16 de maio de 2019     | IMG Academy Stadium, Bradenton              | 2–1       | Estados Unidos    | 0      | 1       | Campeonato da CONCACAF Sub-17 2019 |
| 10. | 28 de outubro de 2019  | Bezerrão, Gama                              | 0–0       | Paraguai          | 0      | 0       | Copa do Mundo Sub-17 2019          |
| 11. | 31 de outubro de 2019  | Bezerrão, Gama                              | 1–2       | Itália            | 1      | 0       | Copa do Mundo Sub-17 2019          |
| 12. | 3 de novembro de 2019  | Kleber Andrade, Cariacica                   | 8–0       | Ilhas Salomão     | 2      | 2       | Copa do Mundo Sub-17 2019          |
| 13. | 6 de novembro de 2019  | Bezerrão, Gama                              | 2–0       | Japão             | 0      | 0       | Copa do Mundo Sub-17 2019          |
| 14. | 10 de novembro de 2019 | Kleber Andrade, Cariacica                   | 1–0       | Coreia do Sul     | 0      | 0       | Copa do Mundo Sub-17 2019          |
| 15. | 14 de novembro de 2019 | Bezerrão, Gama                              | 1–1       | Países Baixos     | 1      | 0       | Copa do Mundo Sub-17 2019          |

## Títulos
México
- Campeonato da CONCACAF Sub-17: 2019
- Liga das Nações da CONCACAF: 2024–25[8]

### Prêmios individuais
- Jogador Jovem do Ano da USL: 2018[9]
- 60 jovens promessas do futebol mundial de 2019 (The Guardian)[10]